# AVN Award for Niche Performer of the Year
L'AVN Award for Niche Performer of the Year è un premio pornografico assegnato all'interprete di nicchia votato come migliore dalla AVN, l'ente che assegna gli AVN Awards, riconosciuti come i migliori premi del settore.
Come per gli altri premi, viene assegnato nel corso di una cerimonia che si svolge a Las Vegas, solitamente nel mese di gennaio, dal 2018. 

## Vincitori

### Anni 2010
| Anno | Vincitrice  |
| ---- | ----------- |
| 2018 | Cybill Troy |
| 2019 | Karla Lane  |

### Anni 2020
| Anno | Vincitrice   |
| ---- | ------------ |
| 2020 | Lance Hart   |
| 2021 | Karla Lane   |
| 2022 | Daisy Ducati |
| 2023 | Daisy Ducati |
| 2024 | Dante Colle  |
| 2025 | Cruell Reell |